# Президентская библиотека (Азербайджан)
Президентская библиотека при Управлении Делами Президента Азербайджанской Республики (азерб. Azərbaycan Respublikası Prezidentinin İşlər İdarəsinin Prezident Kitabxanası) была создана по инициативе Гейдара Алиева в 2003 году.
Согласно декрету Президента Азербайджанской Республики с 22 июня 2009 года президентская библиотека получила статус при Управлении делами Президента Азербайджанской Республики.

## История
Библиотека создана после слияния фондов двух городских библиотек Баку: Центральной городской библиотеки (бывшей имени Ленина, до того — библиотеки Армянского человеколюбивого общества) и библиотеки Дома политического просвещения (бывшей имени Кирова). Центральная городская библиотека начала функционировать в 1870 году. В состав библиотеки имени Кирова в 1934 году вошла Центральная партийная библиотека, созданная в 1920 году при Бакинском Партийном Комитете.

## Структура
Президентская библиотека имеет 5 департаментов, в составе которых есть ещё 7 отделов. Ещё один департамент занимается техническими вопросами.

## Департаменты
- Библиография литературы о президенте, государственном управлении и страноведении
- Фонд библиотеки
- Справочно-библиографическое и библиотечное обслуживание
- Комплектование, обработка книг и электронный каталог
- Автоматизация библиотечного дела и электронные ресурсы

### Отделы
- Издание электронной информации
- Фонд редкой литературы
- Фонд литературы по искусству
- Фонд периодической печати
- Перевод электронных изданий
- Справочно-библиографическая служба
- Отдел абонемента

## Библиографические указатели
Библиографические указатели являются одним из главных направлений справочно-библиографической деятельности президентской библиотеки и включают следующие темы:
- Хроника повседневной деятельности
- Хроника внешней политики Ильхама Алиева
- Декреты и распоряжения Президента Азербайджанской Республики
- Законы Азербайджанской Республики
- Указы Кабинета Министров Азербайджанской Республики
- Нефтяная дипломатия Азербайджана
- Книги, изданные по распоряжению Президента Азербайджанской Республики
- Государственная программа социально-экономического развития регионов Азербайджанской Республики (2004—2008)
- Государственная программа социально-экономического развития регионов Азербайджанской Республики (2009—2013)
- Государственная программа социально-экономического развития регионов Азербайджанской Республики (2014—2018)
- Мир Джалал Пашаев
- Новые книги

## Залы

### Зал литературы по искусству
Фонд зала насчитывает около 50 000 единиц литературы по всем видам искусства, в том числе клавиров, нот и граммофонных пластинок. Здесь также хранятся редкие книги по живописи, музыке и театру.

### Большой читальный зал
Большой читальный зал обустроен в стиле древневосточного зодчества и имеет 56 мест. Зал оснащен электронными средствами. Читателям предоставляются услуги посредством автоматизированной системы управления библиотечными процессами.

### Конференц-зал
При отделе библиографии литературы о Президенте, государственном управлении и страноведении имеется зал для конференция, предназначенный на 100 мест. Здесь проводятся презентации книг, пресс-конференции, литературно-художественные встречи, читательские конференции и различные выставки.

### Зал электронных ресурсов
Зал электронных ресурсов имеет 14 мест и оснащен необходимыми электронно-информационными средствами.

### Фонд редких книг
В зале собраны издания XVI—XIX веков, а также начала XX века на русском, английском, французском, польском, итальянском, эстонском, шведском и других языках. Также здесь имеются напечатанные готическим шрифтом собрания старых немецких книг, «Большой Сборник оперы, представленный Королевской Музыкальной Академией» (1703, 1734, 1739, на французском языке), «Именитое Российской Империи Купечество» (Почетный Экземпляр действительному статскому советнику Г. З. Тагиеву, на 4-х языках), «К татарам. Из Дербента в Елизаветполь» (автор барон де Бай, на французском языке), «Песни Мирзы Шафи» (составитель Ф. Боденштедт, 1865, Берлин, на немецком языке), «Две турецкие комедии» (М. Ф. Ахундов: «Приключения визиря Ленкоранского хана» и «Восточные адвокаты» Составитель Альфонс Сальер, (1888, Париж, на французском языке) и другие.

## Электронная библиотека
Электронная библиотека Президентской библиотеки при Управлении делами Президента Азербайджанской Республики — база, где собраны электронные варианты книг по экономике, истории, культуре, науке Азербайджана, а также политической жизни. Электронная библиотека включает в себя библиографические указатели, информационные бюллетени, электронный каталог, электронные книги, электронные ресурсы и электронные проекты.
Электронный каталог содержит поисковик для новых книг, а также отдельные доступы к ретрофонду, авторефератам, депозитарному фонду ООН, электронным ресурсам (CD, DVD), музыкальным нотам, периодическим издания. Поиск возможно осуществить несколькими способами: стандартный (полнотекстовый), расширенный (тематика, автор, издание, год, ISSN/ISBN), словарный, тематический и на основе Государственного рубрикатора по научно-технической информации.
В базе данных электронных книг имеется библиография по категориям (философия, история, история Азербайджана, социология, экономика, государство и право, политика, политические науки, наука и образование, культура, библиотечное дело, языкознание, литературоведение, фольклор, художественная литература, искусство, средства массовой информации, информатика, религия, естественные науки, нефть, связь, технология, технические науки, архитектура, сельское и лесное хозяйство, туризм, таможенное дело, медицина и здравоохранение, спорт, военное дело, статистика, экология). Библиография в авторском алфавитном порядке разделена на три части: на азербайджанском, русском и других иностранных языках.
Информационные бюллетени — новая форма библиотечно-информационного обслуживания, целью которых является оперативное предоставление читателям новой библиографической информации. Бюллетени издаются на основе материалов периодической печати на трёх языках: азербайджанском, русском и английском.
Среди бюллетеней, которые составляются ежеквартально есть следующие:
- «Власть. Оппозиция. Народ» и «История. Культура. Наука» (с 2005 года)
- «Внешняя политика и международные отношения» и «Нефть и газ» (с 2008 года)
- «Права человека» (с 2009 года)
- «Экология» (с 2010 года)
- «Информационные технологии» (с 2013 года)
- «Мультикультурализм»

Действует электронная база данных «Нахичеванская Автономная Республика-100» на азербайджанском и английском языках. В базе собраны сведения об истории и современном периоде НАР, официальный документы. База содержит 130 книг и 600 статей.